# Lafbart
Lafbart Innovations and Consulting Ltd. ist ein nigerianischer Hersteller von Kraftfahrzeugen.

## Unternehmensgeschichte
Ben Jonson gründete das Unternehmen in Akure. 2010 begann die Produktion von Automobilen und Nutzfahrzeugen. Der Markenname lautet Lafbart. Peugeot gab im Januar 2016 die Jahresproduktionskapazität mit 1760 Fahrzeugen an.

## Fahrzeuge
Im Angebot stehen Dreiräder mit einzelnem Vorderrad.
Der Akeru Cargo LF ähnelt vorne einem Motorrad. Der Fahrer sitzt auf einem Sattel. Windschutzscheibe und Dach schützen vor Wettereinflüssen, allerdings ist die Fahrerkabine seitlich völlig offen. Im Heck befindet sich ein Kastenaufbau. Die Nutzlast ist mit 400 kg angegeben. Der Motor mit 150 cm³ Hubraum ist luftgekühlt.
Der Akeru LF ist die offene Variante ohne Frontscheibe, Dach und Kastenaufbau. Stattdessen gibt es eine offene Ladefläche.
Der Paka LF ist die Ausführung als Kipper. Abbildungen zeigen Frontscheibe und Dach. Ein Motor mit 250 cm³ Hubraum treibt die Fahrzeuge an.
Der Basik LF ähnelt dem Akeru LF, hat allerdings zwei Sitzbänke auf der Ladefläche sowie ein Verdeck. Der Motor hat 175 cm³ Hubraum.
Der Aidil LF Ambulance On Tricycle ist ein Krankenwagen. Das Fahrzeug hat 215 cm Radstand, 300 cm Länge, 135 cm Breite und 168 cm Höhe. Das Leergewicht ist mit 380 kg angegeben. Verschiedene Motoren mit wahlweise 200 cm³ Hubraum oder 250 cm³ Hubraum treiben die Fahrzeuge an.
Der Swagga LF ist die Pkw-Ausführung des Krankenwagens. Die beiden zur Verfügung stehenden Motoren leisten 10,6 kW.